# Anoplolepis tenella
Anoplolepis tenella är en myrart som först beskrevs av Santschi 1911.  Anoplolepis tenella ingår i släktet Anoplolepis och familjen myror. Inga underarter finns listade i Catalogue of Life.